# Psychoda satchelli
Psychoda satchelli är en tvåvingeart som beskrevs av Quate 1955. Psychoda satchelli ingår i släktet Psychoda och familjen fjärilsmyggor. Inga underarter finns listade i Catalogue of Life.